# Crystal Lakes (Missouri)
Crystal Lakes è un comune degli Stati Uniti d'America, situato nello Stato del Missouri, nella contea di Ray.